# Gianpaolo Cassese
Gianpaolo Cassese (Grottaglie, 29 aprile 1974) è un politico italiano.

## Biografia
Laureato in scienze politiche, svolge la professione di imprenditore agricolo.

### Attività politica
Alle elezioni politiche del 2018 è eletto deputato del Movimento 5 Stelle. È membro dal 2018 della XIII Commissione Agricoltura.
Il 21 giugno 2022 abbandona il Movimento per aderire a Insieme per il futuro, a seguito della scissione guidata dal ministro Luigi Di Maio.